# Tolna demaculata
Tolna demaculata là một loài bướm đêm trong họ Erebidae.